# Heraldiek

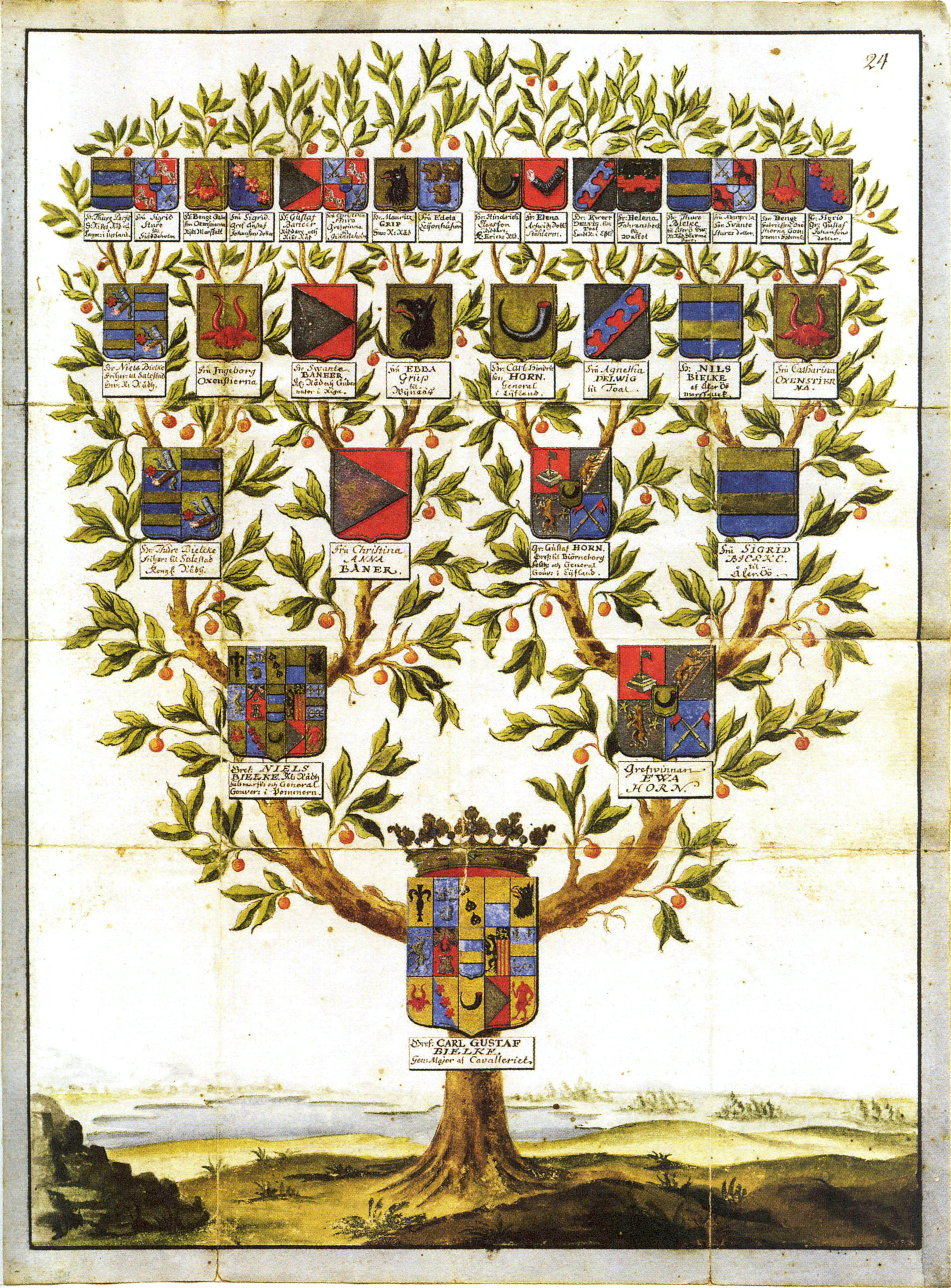
Wapens verwerkt in stamboomvorm (kwartierstaat)

Heraldiek of wapenkunde is de gewoonte die in onder meer in de loop van de twaalfde eeuw in Europa is ontstaan om wapenuitrustingen van ridders te versieren met symbolische voorstellingen, emblemen waaruit later de wapens zijn ontstaan. Heraldische wapens onderscheiden zich van preheraldische versierselen doordat ze permanent en erfelijk van karakter zijn.
Heraldiek is ook de duiding van het geheel van conventies en regels die de samenstelling en het gebruik van de heraldische wapens regelt. Aansluitend daarop ontstond een regionaal gekleurd wapenrecht.
Ten slotte is heraldiek in de meest algemene zin de wetenschap die zich bezighoudt met de studie naar het ontstaan, de ontwikkeling, het gebruik, het recht, de reglementering en de beschrijving van wapens van personen, families en instellingen. In deze betekenis is het een hulpwetenschap van de geschiedenis.
Een kenner van heraldische wapens wordt een heraldicus genoemd. Het woord heraldiek is een afleiding van het Normandische heraud, dat zelf afkomstig is uit het Frankische heriwald en legeraanvoerder betekent.

## Geschiedenis van de heraldiek

### Algemeen

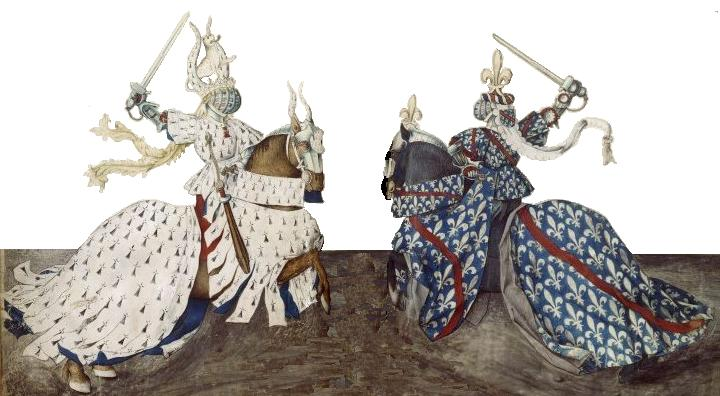
De hertogen van Bourbon (met de lelies) en Bretagne in tweegevecht

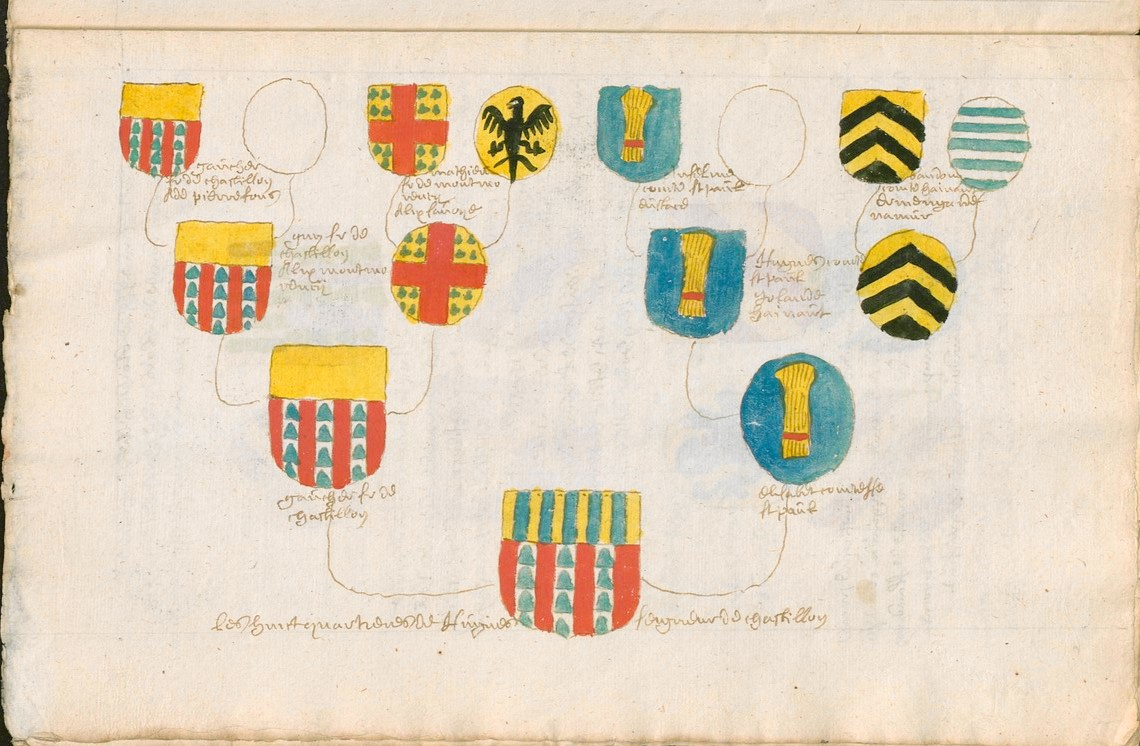
Genealogie aan de hand van heraldische symbolen. Opgetekend door Jacob Antoon Kerchof en bewaard in de Openbare Bibliotheek Brugge. De ovale schilden zijn de vrouwenwapens.

De vroegste sporen van heraldiek, in de zin van een systematisch erfelijk gebruik van gekleurde emblemen op een schild of zegel, dateren uit het begin van de renaissance van de twaalfde eeuw. Eerdere periodes zijn achtereenvolgens preheraldiek en protoheraldiek.
Om duidelijk te maken welke ridder schuil ging onder een harnas en helm of aan te geven tot welke partij men behoorde, werden middels kleuren en symbolen vanaf de vroege middeleeuwen iconografische tekens aangebracht op de schilden. Als regel gold dat een wapen duidelijk van op afstand herkenbaar moest zijn voor de heraut om de identiteit van de ridder vlug vast te stellen. Als hulpmiddel om wapens te herkennen, vervaardigde men wapenboeken. Het herkenningsteken bracht men ook aan op de paardenkleden, de banieren en de helm (helmteken). Het vlug herkennen van de rang van de ridder via een herkenbaar wapen was van belang omdat men bij gevangenneming een hoger losgeld kon eisen. Daarnaast werd het wapen ook gebruikt voor het zegelen van brieven en documenten, met behulp van een zegelring in de vorm van een lakzegel.
Het gebruik van die wapens was aan allerlei afspraken en gebruiken verbonden. Naast met name adellijke wapens, is het afhankelijk van de periode ook gebruikelijk voor niet-adellijke burgers, Europese staten, steden, streken en gemeenten om een wapen te voeren.
Sommige afbeeldingen op een wapen verwijzen naar de naam van de drager. Zo'n wapen is een sprekend wapen. Zo staan op het wapen van het huis Wassenaer drie liggende wassende maantjes of wassenaars. Ook gemeenten kunnen een sprekend wapen hebben. Het wapen van de voormalige Utrechtse gemeente Zuilen toonde drie zuilen.
De boerenstand voerde in de vroege middeleeuwen geen wapen, maar gebruikte een huismerk als herkenningsteken. Dit huismerk was kenmerkend voor de boerderij en werd als brandmerk en teken op zerken gebruikt. In de late middeleeuwen gingen ook burgers en boeren wapens voeren en soms zijn de oude huismerken op de wapens afgebeeld.
In de late middeleeuwen was het gebruik van heraldische kentekens dus niet langer het exclusieve domein van de adel en de staat, ook gilden, verenigingen en burgers gingen wapens voeren. Voor abten, bisschoppen en prelaten ontstond er een toegesneden kerkelijke heraldiek met bijzondere regels en vormen. Wapens vertegenwoordigen de persoon alsof hij zelf lijfelijk aanwezig is.
Naast de adellijke wapens bestaan er ook burgerlijke wapens, die de adellijke in aantal ver overtreffen. Het was in Vlaanderen gebruikelijk dat schepenen van een schepenbank met hun familiewapen zegelden. Indien dat niet bestond, kozen zij een persoonlijk dat later vaak werd gezien en gebruikt als familiewapen door de afstammelingen. Ook de Nederlandse regenten gingen wapens voeren.
Bij de erkenning van een wapen kreeg de desbetreffende een wapenbrief mee. Dit werd tevens gebruikt om wapenbelasting te heffen.
In de zeventiende eeuw raakte de heraldiek in verval. Men verloor het doel van het wapenschild, de gemakkelijke herkenning van het wapen, uit het oog en leefde zich uit in ingewikkeldere vormen en stukken. Daardoor ontstonden ook wapenschilden die personen en objecten uit de natuur bevatten. Deze worden dan beschreven met de woorden in hun natuurlijke kleur.
In Azië, de Amerika's en Afrika is een heel eigen heraldische traditie ontstaan die ver van de strenge geometrische wapens van de middeleeuwse ridders staat. Ook de communistische landen ontwikkelden een eigen heraldische stijl, de socialistische heraldiek. Op deze schilden staan rokende vulkanen, beboste landschappen en zelfs autowegen (het wapen van Laos) of elektriciteitspalen (het wapen van Noord-Korea) afgebeeld.

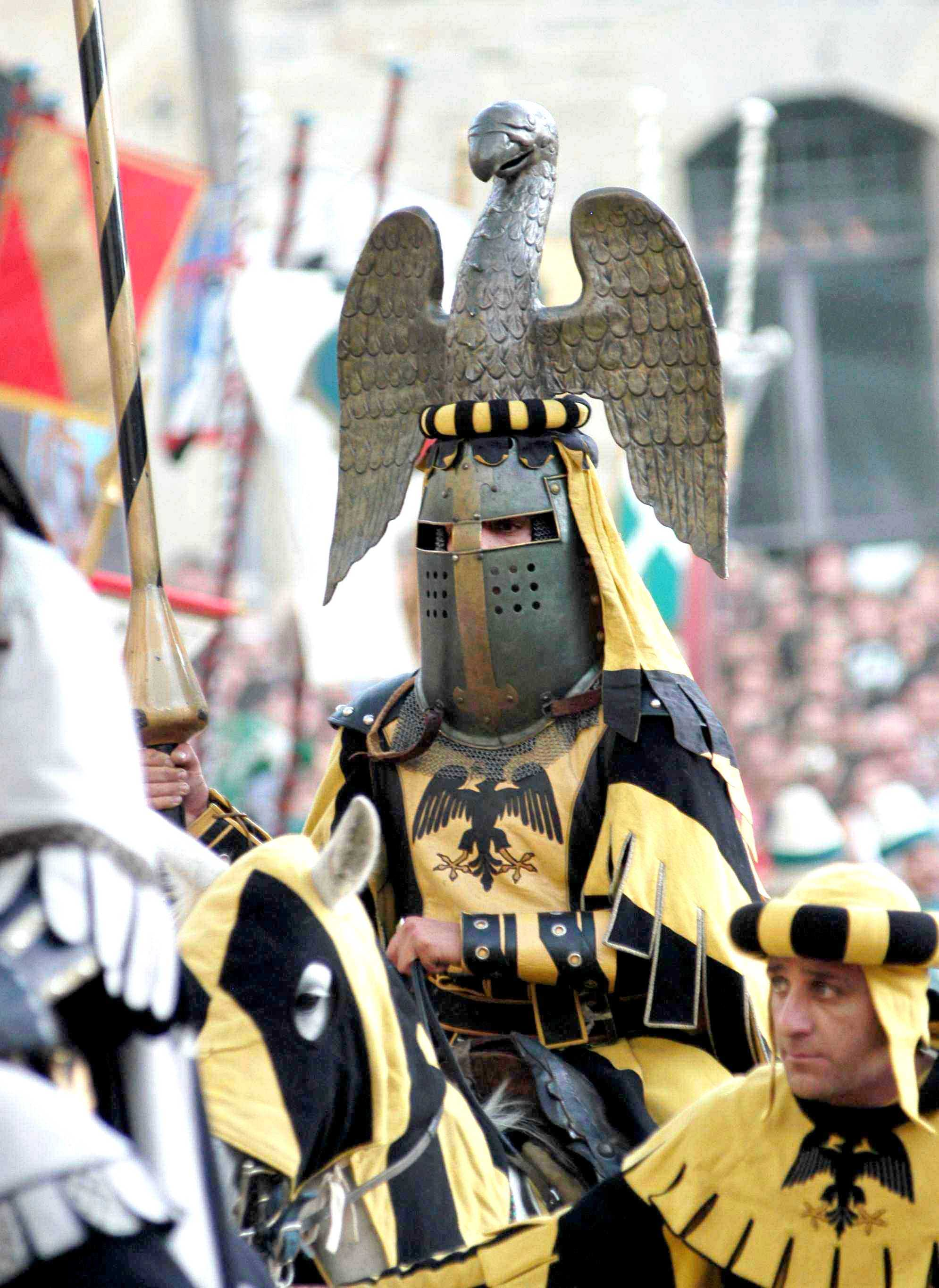
Kleuren, symbolen en opvallende helmtekens maken de ridder herkenbaar.
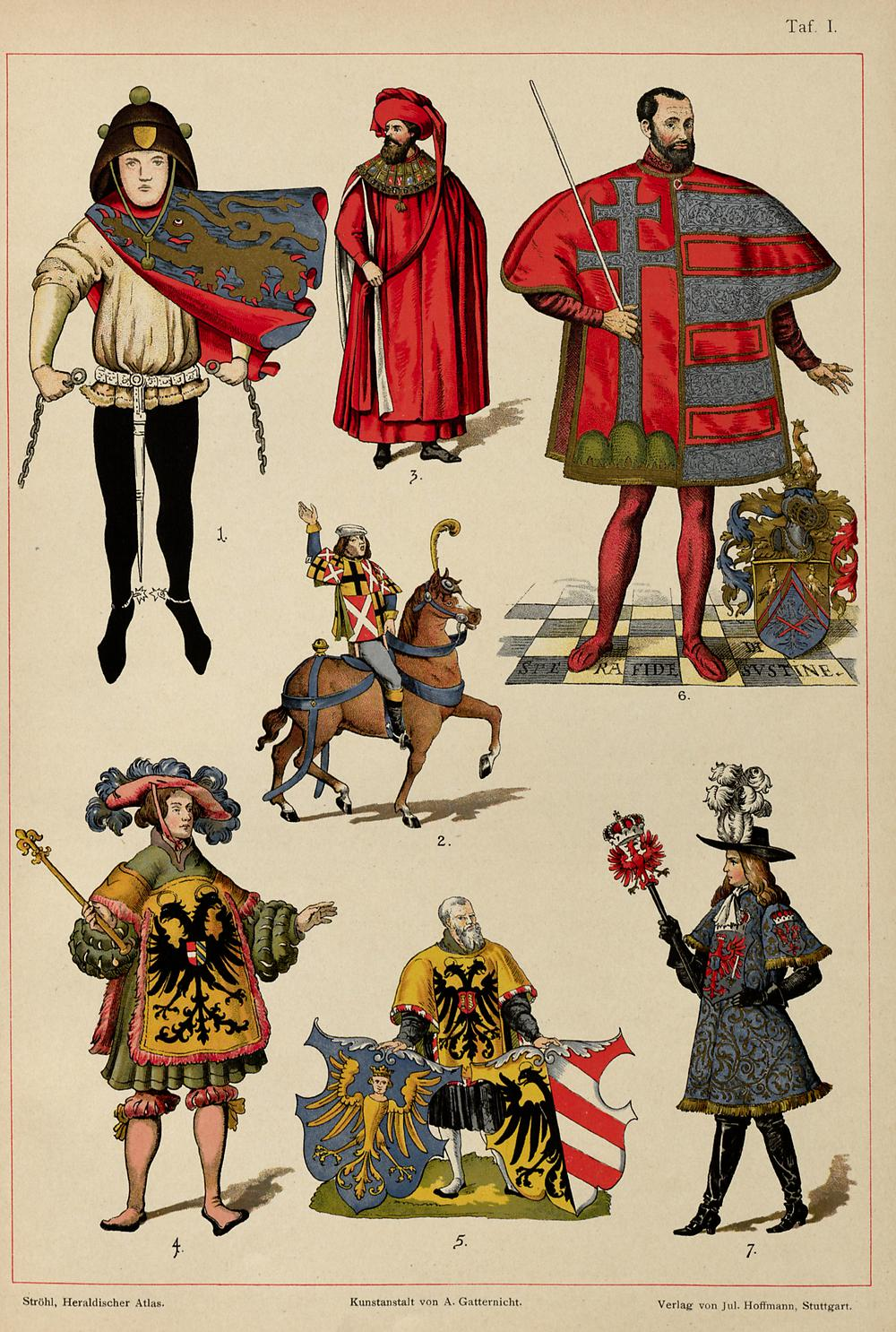
Herauten in de kleuren van hun heer
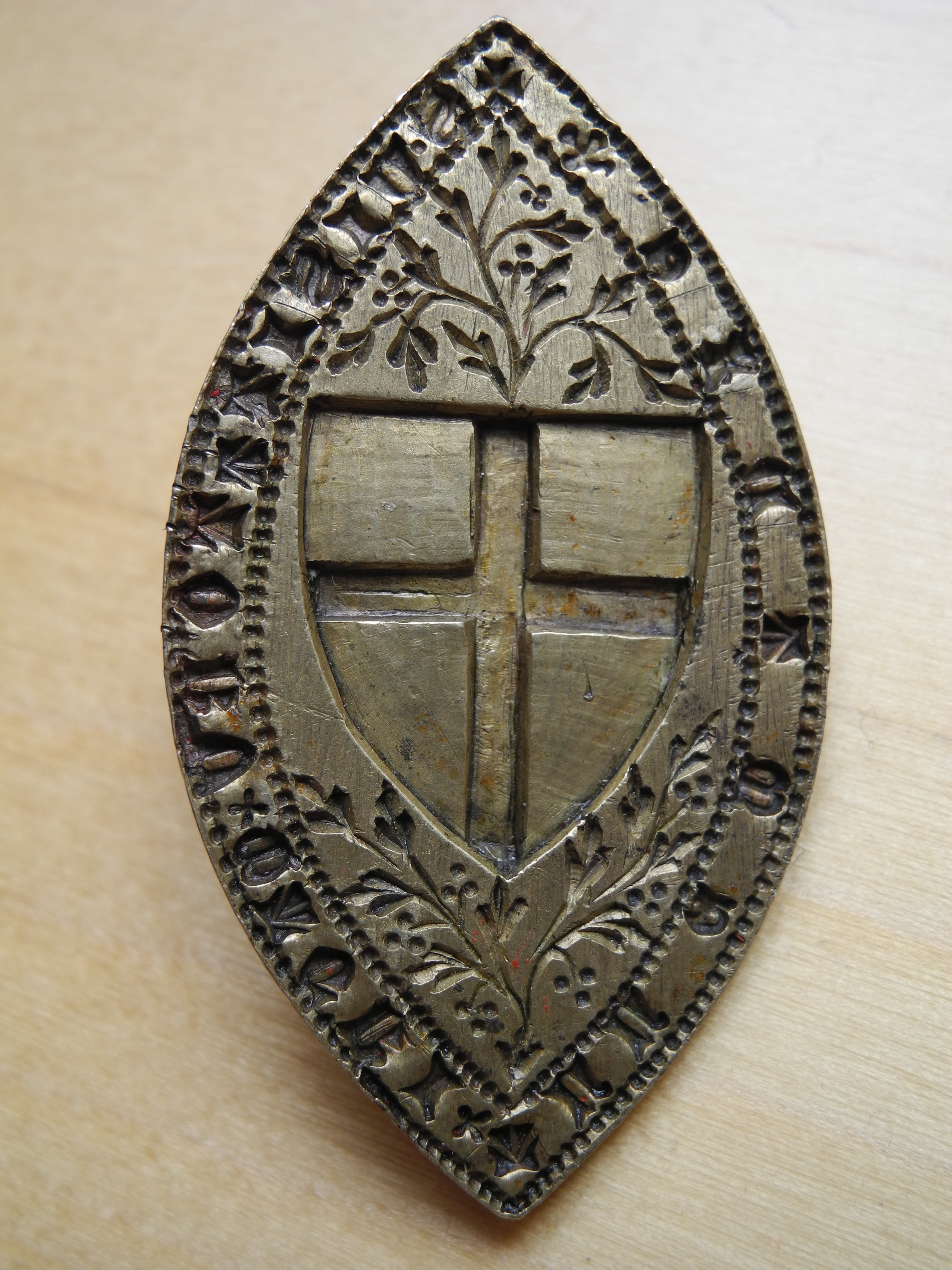
Zegel met wapen van de Duitse Orde, veertiende eeuw
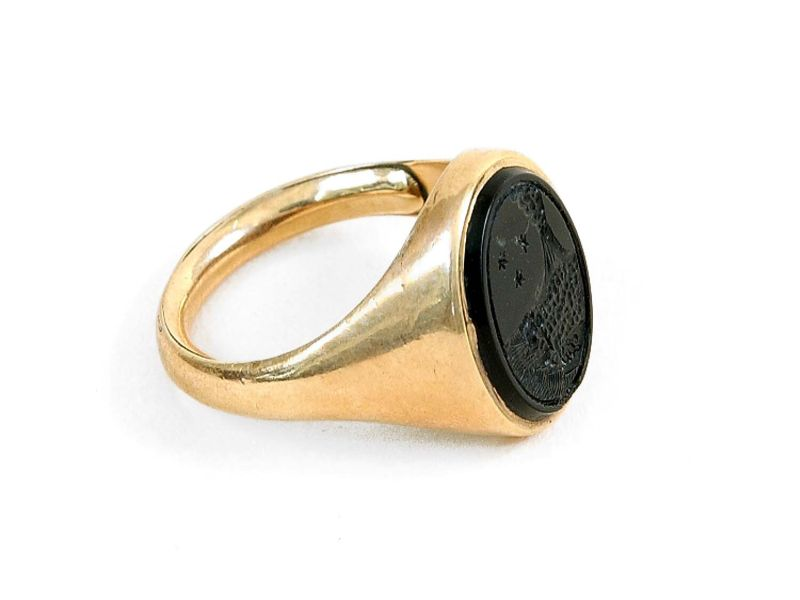
Zegelring met wapen
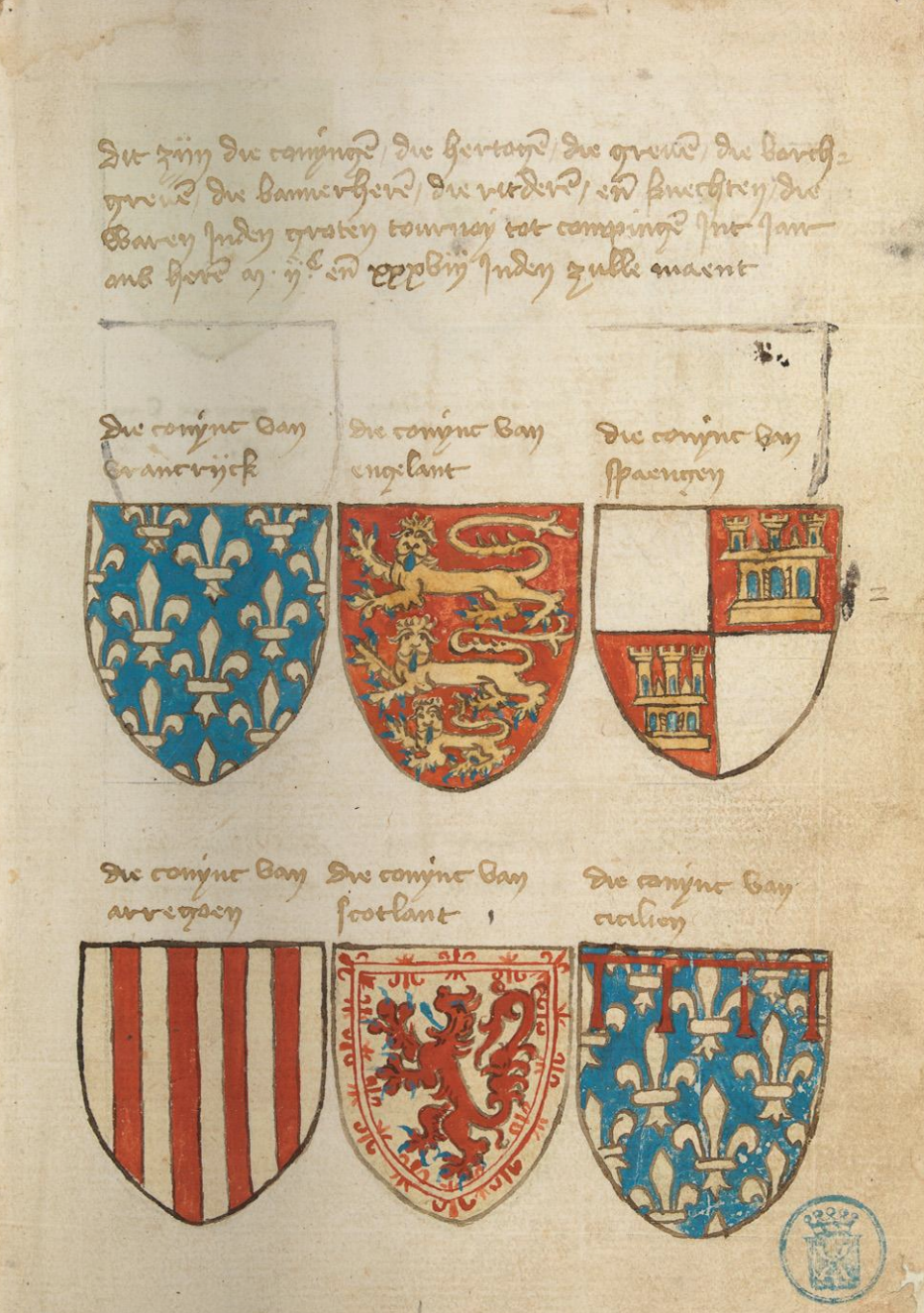
Wapenboek Beyeren, fol. 1r, heraut Beyeren (1405)

### Wapens in onze tijd
Gaandeweg ontstond de papieren heraldiek van wapens met vergezochte combinaties die ver afweken van de oorspronkelijke bedoeling. Verenigingen zoals een vissersclub, een fanfare of een carnavalsvereniging meten zich een eigen wapen aan dat verwijst naar hun mythologie en identiteit. Het voeren van een wapen is onderworpen aan het wapenrecht.

#### Nederland
De Hoge Raad van Adel is een adviesorgaan met tevens een registrerende functie voor onder andere publiekrechtelijke- en familiewapens van de Nederlandse adel. Het wapen moet officieel schriftelijk aangevraagd worden bij de Koning. De minister van Binnenlandse Zaken stuurt die aanvraag weer door aan de Hoge Raad van Adel, die een advies zal uitbrengen. Na instemming van de Kroon wordt vervolgens het wapen bij koninklijk besluit verleend, waarna een wapendiploma wordt opgesteld. Burgerlijke wapens kunnen o.a. bij het Nederlands Genootschap voor Heraldiek (NGH) en de Fryske Rie foar Heraldyk geregistreerd worden.

#### Vlaanderen
In Vlaanderen wordt een officieel wapen toegekend door de Vlaamse Regering, op advies van de Vlaamse Heraldische Raad. Provincies, gemeenten en OCMW's in België voeren een eigen vlag en wapen. Burgerlijke wapens kunnen ook officieel worden geregistreerd door deze raad. Registratie is ook mogelijk bij het Heraldisch College van Familiekunde Vlaanderen.

#### Verenigd Koninkrijk
Groot-Brittannië (met uitzondering van Schotland) kent het College of Arms dat afhangt van de kroon. Schotland heeft zijn eigen Office of the Lord Lyon. Beide dwingen een wapenrecht af en houden zich bezig met zowel adellijke als burgerlijke heraldiek.

#### Duitsland
Duitsland kent vanouds twee verenigingen om burgerwapens te registreren. Dit kan in de Deutsche Wappenrolle van de Herold te Berlijn. Deze vereniging is opgericht in 1869 en daarmee de oudste heraldische vereniging in Europa. Het kan ook in de Niedersächsische Wappenrolle van de vereniging Zum Kleeblatt te Hannover.

## Invloed heraldiek in onze tijd

Gestileerde versie van het wapen van Uden

Recente heraldiek breekt niet met de traditie maar kent haar eigen uitdrukkingsvormen. De moderne maar toch correcte stijl herkent men aan haar duidelijkheid, harmonie van proporties, vormen en kleuren en stilerende weergave. Nieuwe wapens verwijzen naar een zinvolle inhoud en zijn ontdaan van tegenwoordig weinigzeggende ornamentiek uit vergane perioden.

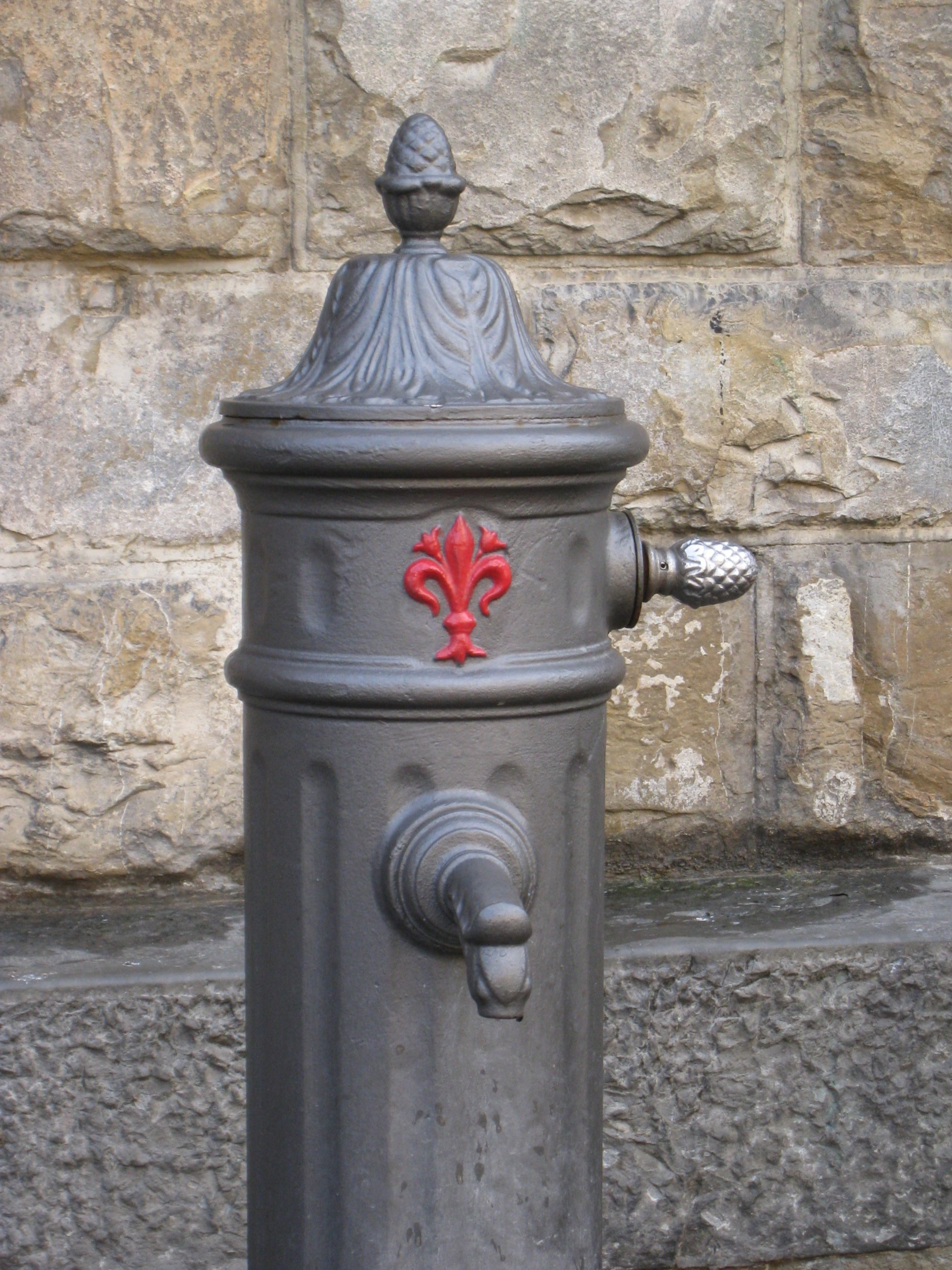
Fleur de lis van Florence op een drinkfontein

Bedrijven en dienstverlenende beroepen voeren een eigen wapen om hun producten of activiteiten een zekere waardigheid te verlenen. Een afgeleide vorm heraldiek vindt zijn toepassing in het ontwerpen van beeldmerken. Diverse voetbalclubs en verenigingen verwerken een wapen in hun logo's. Autofabrikanten zoals Ferrari en Porsche hebben een wapen als beeldmerk. Zo is bijvoorbeeld het logo van het automerk Alfa Romeo samengesteld uit twee Milanese wapenschilden: het wapen van de stad Milaan en dat van de familie Visconti, de voormalige heren van de stad.
Steeds vaker kiezen overheden ervoor om hun wapen of vlag in een gestileerde of logovorm te gaan gebruiken om hun rechtspersoonlijkheid te symboliseren. Dit hedendaagse wapen komt dan voor op het briefpapier, allerlei aktes, ambtstekens, diploma's en vlaggen. Het ontwerp en uitvoering van het wapen gaat veelal ten koste van de klassieke heraldiek, waarbij het wezenlijke van de oorspronkelijke afbeelding verloren gaat. Zo koos de gemeente Apeldoorn een blaadje als beeldmerk, Rheden een takje. Dit zijn elementen die geheel niets met het wapen te maken hebben.
De heraldiek kent ook een ontwikkeling als kunstvorm in onze tijd. Daniel de Bruin en Marco Foppoli zijn twee kunstenaars die vernieuwend bezig zijn rond heraldiek. Elementen uit de heraldiek zijn ook een inspiratiebron voor de Vlaamse plastisch kunstenaar Kasper Bosmans. In dit verband zegt hij: Heraldiek is eigenlijk een vorm van abstractie. Het is een soort logo voor een persoon of stad. Het is gemakkelijk reproduceerbaar en je kan er in de meest elementaire vorm heel ingewikkelde zaken of familiale verbanden mee visualiseren.

Een verschijningsvorm van een wapen kan ook in de vorm van een tatoeage zijn.

### Bronnen van de heraldiek

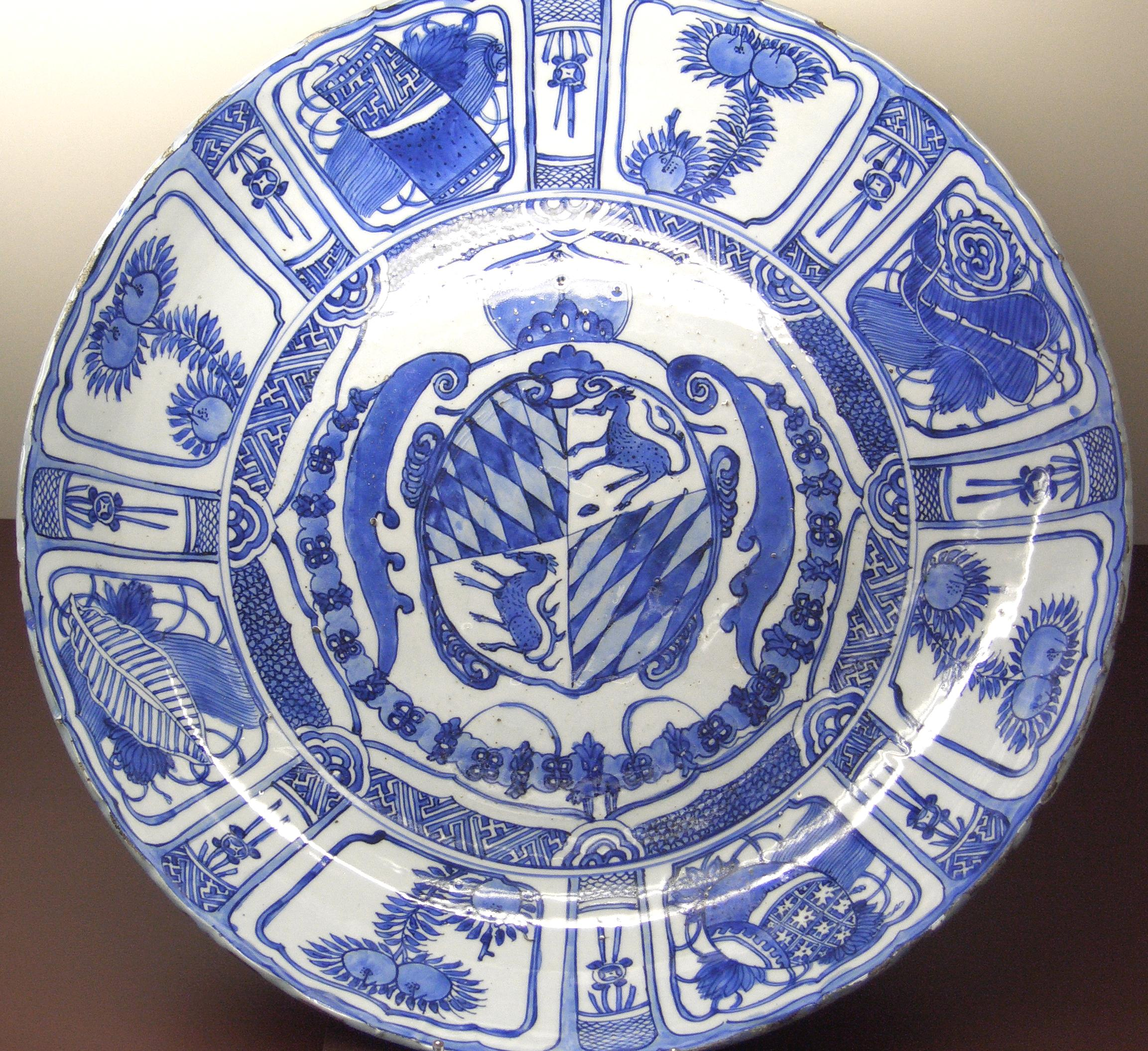
Wanli porselein met familiewapen van de Wittelsbach

## Afbeeldingen

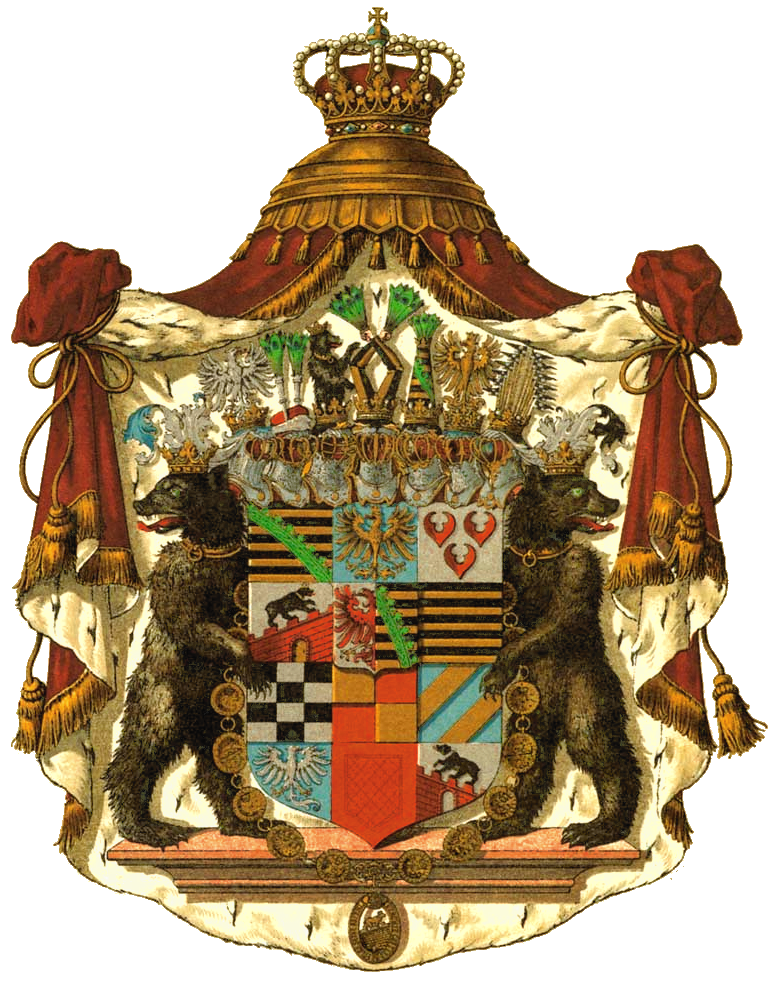
Negentiende-eeuwse wapenschild van de hertog van Anhalt
Heraldiek in Perzië, het wapen van keizerin Farah Diba
Het wapen van Hoorn.
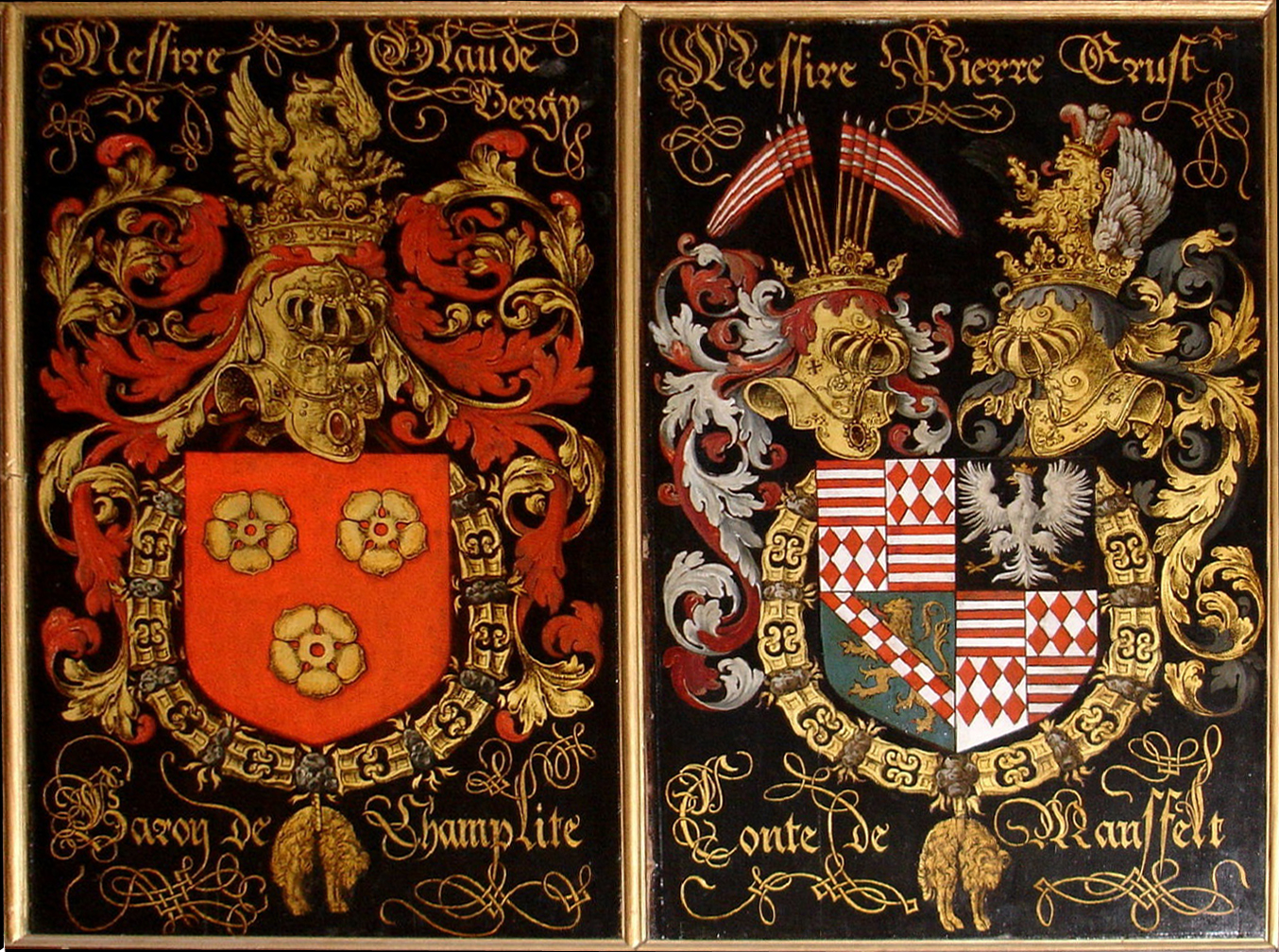
Deze borden met geschilderde wapens herinneren aan een kapittel van de Orde van het Gulden Vlies
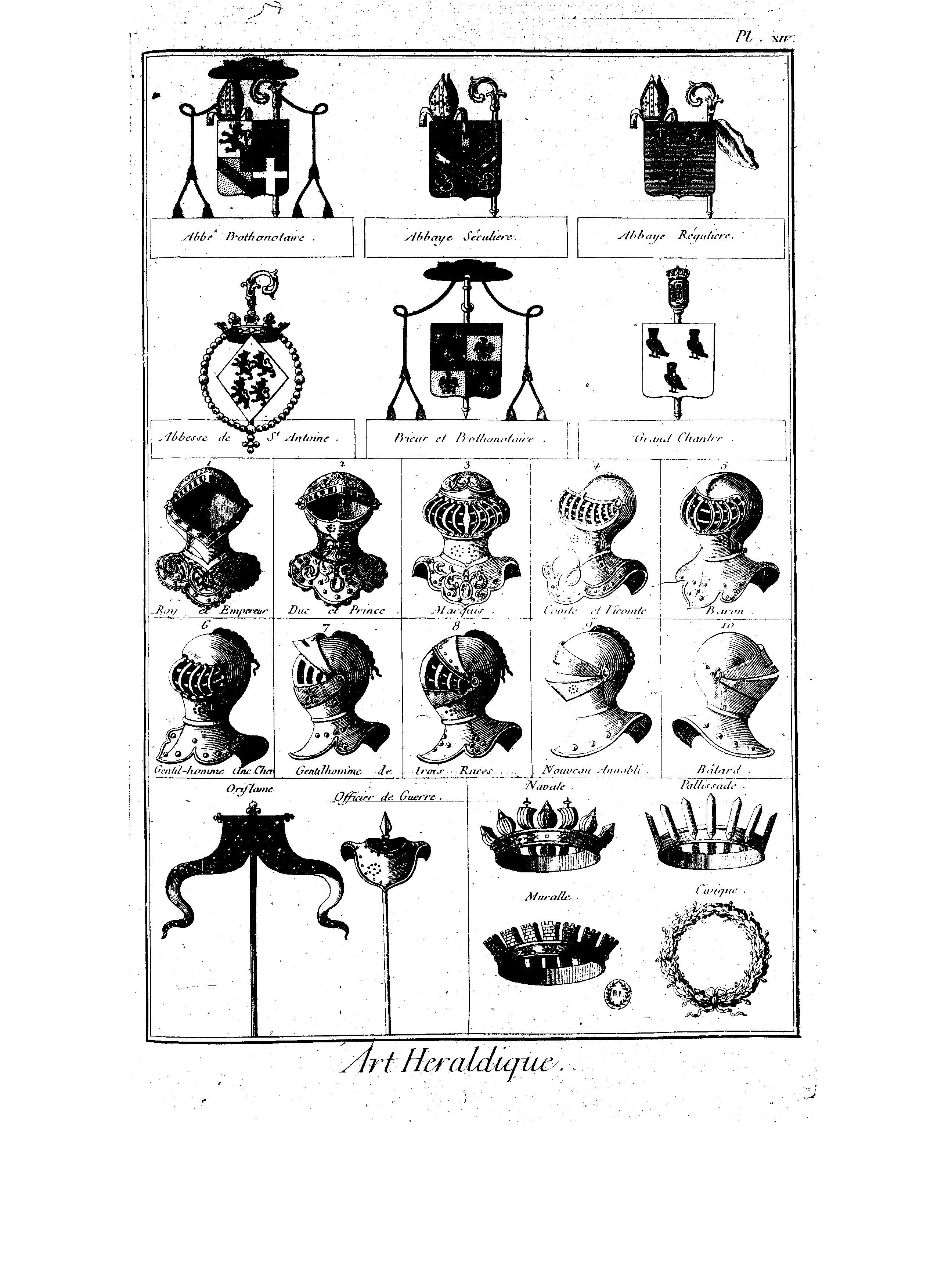
Deze tabel geeft een overzicht van de details
Sprekend wapen van het huis Wassenaer
De Biscione, een draak of mogelijk een slang die een man opslokt, was het wapen van de Visconti

## Elementen en onderdelen van de heraldiek